# Nechusztan

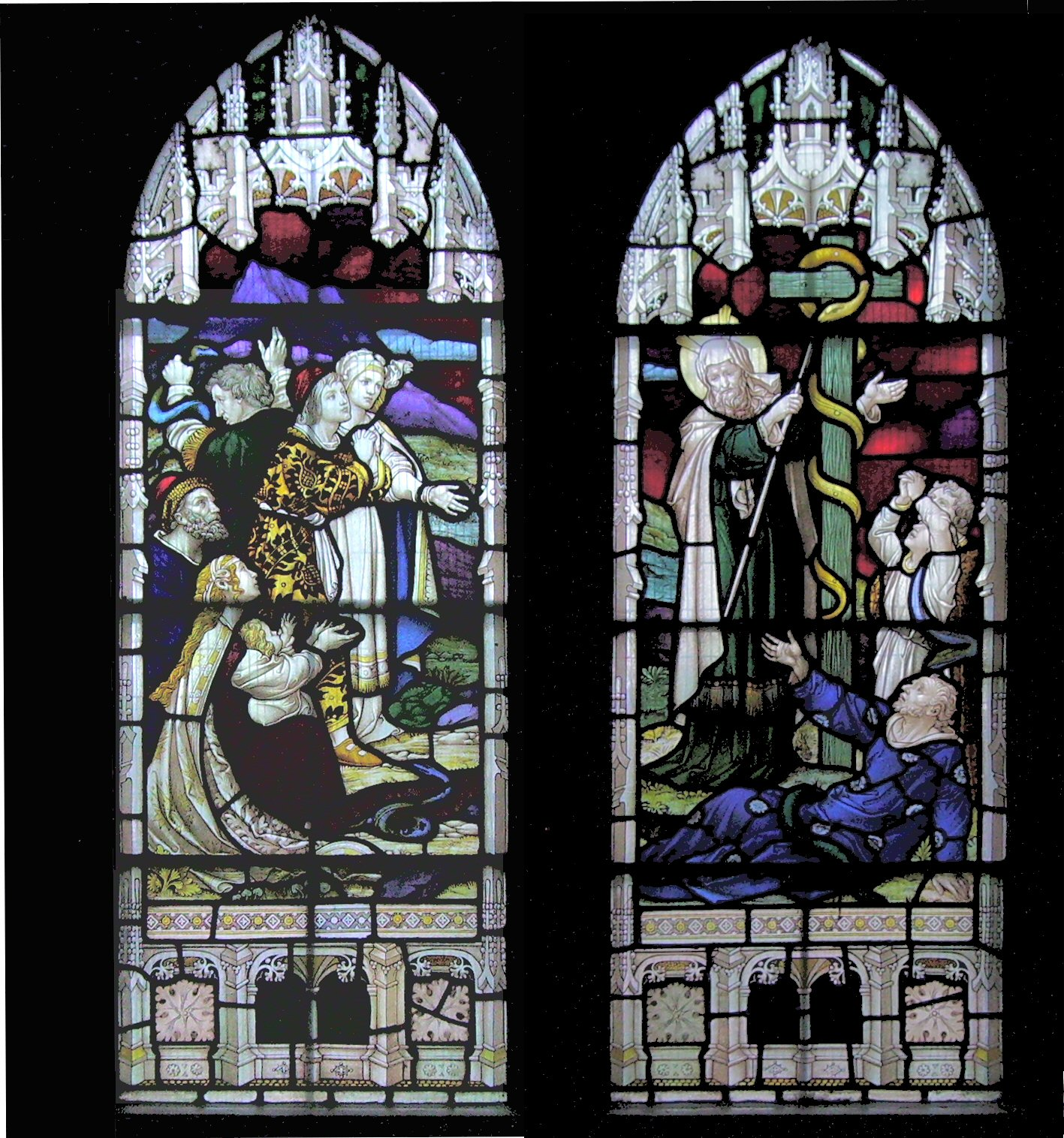
Mojżesz przy "miedzianym wężu".

Nechusztan − bóstwo plemion semickich przedstawiane pod postacią miedzianego węża. Jego kult przeniknął na pewien okres do judaizmu.

## Nechusztan w judaizmie
Biblia opisuje taką sytuację: Niedaleko granicy Edomu wędrujący Izraelici z Egiptu do Ziemi Obiecanej zaczęli się buntować. Narzekali na dostarczaną mannę oraz brak wody. Jahwe ukarał Izraelitów, posyłając między nich jadowite węże. W rezultacie wiele osób zmarło od ich ukąszeń. Gdy lud okazał skruchę, a Mojżesz wstawił się za nimi, Jahwe kazał sporządzić wizerunek miedzianego węża i umieścić go na słupie sygnałowym, a każdy ukąszony, który na niego spojrzał, zdrowiał i pozostawał przy życiu.
Izraelici zachowali miedzianego węża, a później zaczęli oddawać mu cześć. Gdy król Ezechiasz przeprowadzał reformy religijne, kazał doszczętnie rozbić tego ponad 700-letniego węża. Biblia podaje że zaczęto go nazywać Nechusztán. Niektóre przekłady zostawiają w tym miejscu właśnie to słowo. W leksykonie L. Koehlera i W. Baumgartnera podano, że określenie Nechusztán prawdopodobnie znaczy "wąż z brązu" lub "wąż-bożek z brązu". Określenie z 2 Księgi Królów 18:4 można jednak tłumaczyć bardziej poprawnie, na co pozwala etymologia słów "nachasz" i "tan". Nachasz-Tan tłumaczyć można jako Wąż-Lamentacji. Słowo bowiem "nachasz" tłumaczy się z języka hebrajskiego na "wąż", a "tan" na "szakal". Hebrajskie słowo „tan” jest rdzeniem słowa „płakać”, „lamentować” i może być kojarzone z głosem szakali oznaczającym "lament". Księga Sędziów 11:40 podaje słowo „le tan’ut, które oznacza „lament”, „płacz”, a to samo słowo w Księdze Malachiasza 1:3, czyli ponownie „le tan’ut” oznacza „szakale”. Tłumaczenie określenia Nachasz-Tan zgadza się z kontekstem biblijnym, według którego Izraelici przychodzili z lamentem pod słup miedzianego węża.

## Nechusztan w chrześcijaństwie
Do "miedzianego węża" odwołuje się Jan Ewangelista odnośnie do wywyższenia Jezusa Chrystusa:

A jak Mojżesz wywyższył węża na pustyni, tak potrzeba, by wywyższono Syna Człowieczego (...).